# Dos-à-dos

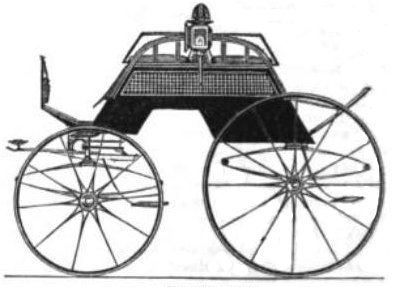
Vierrädrige Kutsche mit Dos-à-dos-Anordnung

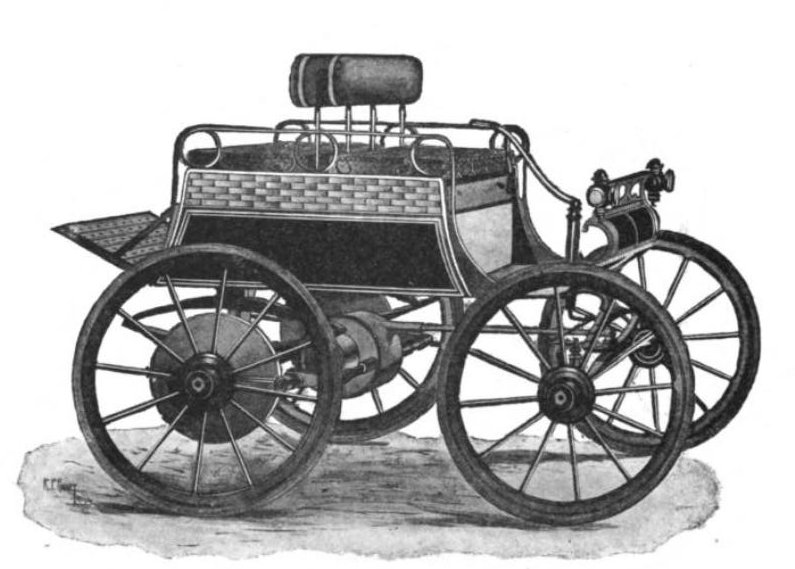
US-amerikanisches Elektroauto (1900) mit Dos-à-dos-Anordnung

Ein Dos-à-dos (ausgesprochen: „do-sa-do“) ist ein Wagen mit Rücken an Rücken angeordneten Sitzbänken. Diese Sitzanordnung gibt es bei Kutschen und frühen Automobilen. Der Begriff kommt aus dem Französischen und bedeutet wörtlich „Rücken an Rücken“.
Vorteil gegenüber der zur gleichen Zeit angebotenen Vis-à-vis-Anordnung war die Lage des in Fahrtrichtung ausgerichteten Fahrerplatzes im vorderen Teil des Wagens. Somit saßen die Passagiere nicht im Sichtfeld des Fahrers. Beim Dos-à-dos handelte es sich um leichte, offene Wagen mit meistens vier Rädern und vier Sitzplätzen, z. B. beim Hundewagen. In den ersten Jahren des 20. Jahrhunderts kam diese Bauart bei Automobilen außer Mode und wurde, wie der Vis-à-vis, durch Wagen ersetzt, die mit Frontmotor ausgestattet waren und bei denen alle Sitze in Fahrtrichtung wiesen, z. B. dem Tonneau.
Als in den 1940er- und 1950er-Jahren Kombis aufkamen, wurden diese häufig mit einer einklappbaren, dritten Sitzbank als Notsitz ausgestattet, die entgegen der Fahrtrichtung angeordnet war. Somit ergab sich zusammen mit der fest eingebauten Rücksitzbank ebenfalls eine Dos-à-dos-Anordnung. Insbesondere bei französischen Automobilherstellern, aber auch bei Mercedes-Benz, sind solche Fahrzeuge noch heute erhältlich. Eine solche Sitzanordnung hatte auch ein Kleinwagen der 1950er-Jahre, der Zündapp Janus. Eine dritte Sitzbank entgegen der Fahrtrichtung ist beim Mercedes E-Klasse T-Modell (Kombi) auch heute noch lieferbar, die zusätzlichen, in den Ladeboden versenkbaren Sitze sind aber nur für kleine Personen geeignet.